# Franciszek Konarski
Franciszek Konarski (ur. 20 lutego 1857 w Spasie, zm. 26 sierpnia 1907) – polski nauczyciel polonista, pedagog, dydaktyk, poeta, tłumacz.

## Życiorys
Na początku lat 80. podjął pracę nauczyciela w C.K. Gimnazjum im. Franciszka Józefa we Lwowie. Przez kilka lat uczył języka polskiego w gimnazjum ruskim. Później został przeniesiony do C.K. V Państwowego Gimnazjum we Lwowie, gdzie pracował do końca życia. Publikował prace z zakresu dydaktyki języka polskiego. 
Poza pracą nauczycielską udzielał się także pisarsko jako poeta, tłumacz. Był założycielem Towarzystwa Literackiego im. Adama Mickiewicza we Lwowie.
Zmarł po dwudniowej chorobie poza Lwowem tuż przed rozpoczęciem nowego roku szkolnego. Został pochowany na Cmentarzu Łyczakowskim we Lwowie.

## Publikacje
Dydaktyka
- Metodyczny rozbiór satyry Ignacego Krasickiego pod tytułem „Marnotrawstwo” (1884, w: Sprawozdanie Dyrektora c. k. lwowskiego gimnazyum im. Franciszka Józefa za rok szkolny 1884)
- Pieśń myśliwska („Chór strzelców”) A. Mickiewicza (1888)
- Słów kilka w sprawie ojczystego języka (1889)
- Dokładny słownik języka polskiego i niemieckiego (część niemiecko-polska). Zeszyt 1-20 (1897-1900); Tom 2
  - Vollständiges Handwörterbuch der deutschen und polnischen Sprache (Polnisch-deutscher Teil). Heft 1-20 (1897-1900); Tom 1, Tom 2
- Zwięzła gramatyka języka polskiego dla IV. klasy szkół 5- i 6-klasowych (1901, kilkanaście wydań, m.in. 1907

1912, 1921)
Poezja
- Z bólów życia
- Śmiech i łzy. Poezye (1890)
- Wiersz na pamiątkę sprowadzenia zwłok wieszcza Adama Mickiewicza do grobów Królewskich na Wawelu dnia 4 lipca, 1890 r. (1890)
- U stóp Wieszcza (1798-1898) (1898)

Inne
- Władysław Bełza: Dla dzieci (przedmowa do zbioru poezji)

Przekłady
- Arystofanes: Rycerze
- Muzajos: Hero i Leander